# Renato Schifani
Renato Schifani (n. 11 mai 1950, Palermo, Italia) este un politician italian.